# Meneur de jeu
Cet article concerne le meneur de jeu dans les jeux de rôles (activité ludique). Pour le meneur de jeu au basket-ball, voir meneur. Pour le meneur de jeu au football, voir meneur de jeu (football).
« Maître de jeu » redirige ici.  Pour la série de bande dessinée, voir Le Maître de jeu.

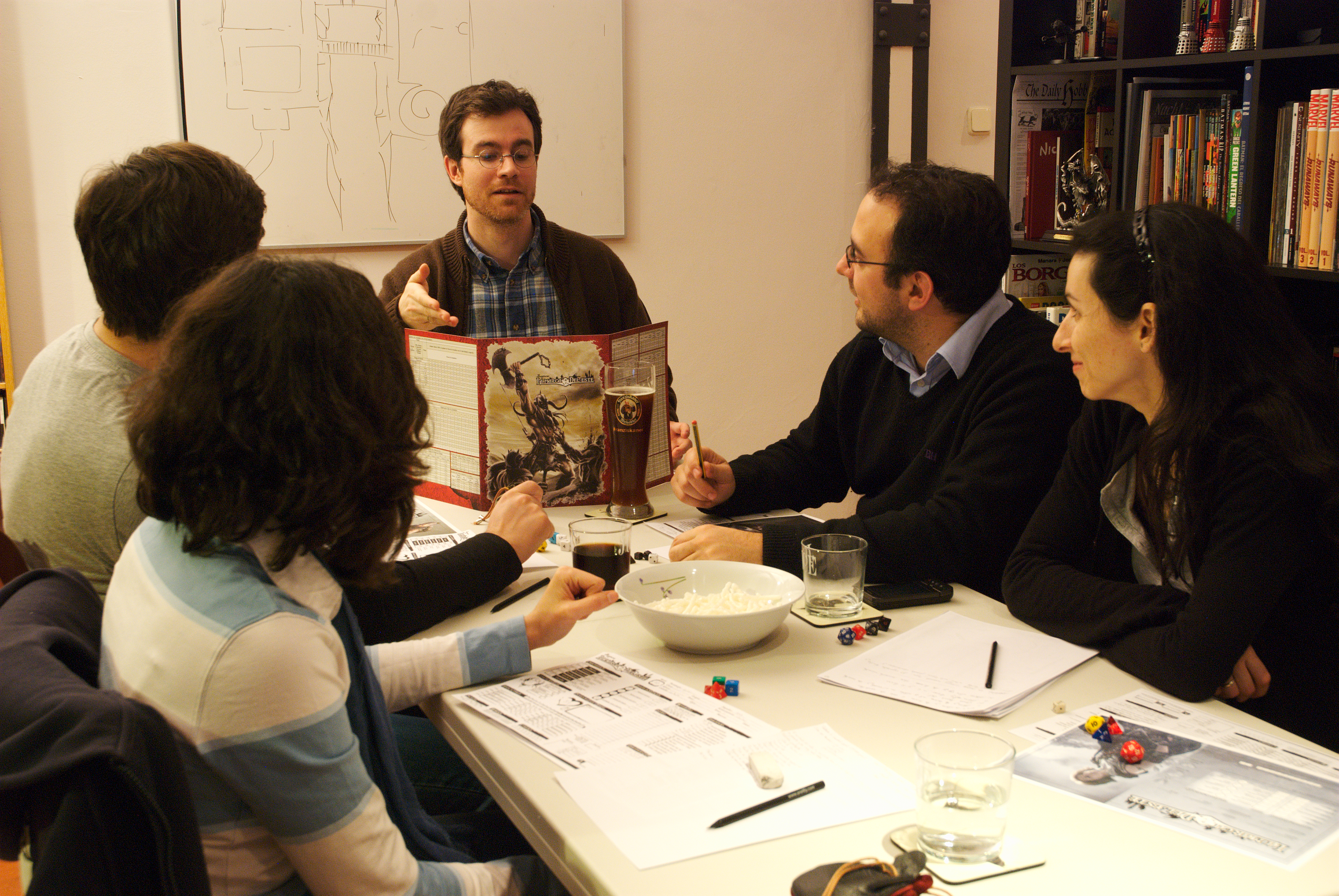
Une campagne de "Aventuras en La Marca del Este" avec le meneur de jeu en arrière plan (bout de table)

Un meneur de jeu (MJ ou MdJ), aussi appelé maître du jeu, est un type de joueur de jeux de rôle sur table qui se dévoue pour gérer le bon fonctionnement de la séance. Dans un jeu de rôle, la responsabilité de la construction du récit est distribuée entre les participants mais dans certains cas l'un des joueurs choisit d'être le meneur de jeu et assume une plus grande part de cette responsabilité. Il met en place le cadre de jeu et en assure la cohérence. Il est également arbitre et référent en ce qui concerne les règles. 
De nombreux termes existent pour désigner la personne qui se dévoue à cette fonction et certains jeux précisent le nom à utiliser. Par exemple il se nomme « contrôleur » dans Judge Dredd, « maître du donjon » dans Donjon et dragons, « Gardien des Légendes » dans L'Anneau Unique ou encore « Maman » dans Alien.
S'il est le plus souvent seul à assurer cette fonction, le statut peut être attribué à l'un de ses camarades lors d'une autre séance. Répartir la charge de la fonction permet à tous  de partager les avantages et inconvénients associés à cette responsabilité. Le meneur reste un joueur, même si sa manière de jouer diffère de celle des autres. Par ailleurs, aucun des deux statuts n'est supérieur et il en va des préférences de chacun. Le plaisir découlant de la pratique du jeu de rôle étant variable pour chaque individu.
Dans un jeu de rôle avec meneur de jeu, chaque participant quand il est joueur a la responsabilité d'interpréter un personnage dont la catégorie est nommée par commodité personnage-joueur (PJ). Le meneur de jeu a quant à lui à la responsabilité de gérer et d'interpréter si besoins tous les autres rôles de personnages nécessaires au jeu, dont la catégorie est nommée par commodité personnages non-joueurs (PNJ) et il a en plus des PNJ la charge d'animer, de faire vivre leur environnement (le décor) dans lequel évoluent tous les personnages y compris joueurs ainsi que l'éventuelle flore et faune. Il peut également parfois en cas de nécessité gérer certains PJ en l'absence de leur joueur pour préserver la cohérence du récit et/ou du groupe de PJ.
Durant les 25 premières années, de 1974 au début des années 2000, tous les jeux de rôle publiés étaient des jeux avec meneur de jeu, à l'exception de quelques « aventures solo » qui s'apparentent plutôt à des livres-jeux. La plupart des jeux publiés dans les années 2010, et probablement la plupart des parties jouées, recourent aussi à un meneur de jeu.
Depuis le début des années 2000, dans certains jeux de rôle publiés, les responsabilités et fonctions du meneur de jeu ne sont pas concentrées entre les mains d'un seul participant mais soit sont assumées par chaque joueur à tour de rôle, soit sont partagées entre tous les participants joueurs. Ces jeux ont fait évoluer les pratiques de nombreux meneurs de jeu.

## Rôle
Le meneur de jeu est généralement l'organisateur de la partie surtout quand il est fixe. 
Il a un triple rôle de conteur, d'arbitre et d'encadrant pour les participants joueurs et leurs personnages, permettant ainsi le bon déroulement de la séance de jeu qui est fondé sur la dualité par nature du jeu de rôle, partagé entre l'aspect ludique (jeu) et l'aspect interprétation du rôle (roleplay), il doit veiller à ce que soient respectés le bon sens, l'univers choisi avec ses lois physiques propres, les règles du jeu choisi, le code de bonne conduite en jeu/contrat social ludique permettant aux joueurs de savoir comment se comporter en jeu.

### Organisateur
C'est bien souvent le meneur de jeu qui organise la rencontre, la prépare dans tout ou partie de ses aspects, déterminant les éventuels critères de recrutement des participants,  le lieu et l'heure de la séance de jeu, il prend parfois en charge la logistique et l'intendance. Mais pour son rôle propre au cours de la partie, le meneur de jeu peut et doit généralement effectuer en amont un travail préparatoire(sauf pour certains jeux précis ou si le meneur est spécialisé en improvisation au dernier moment) afin de se faciliter la tâche. Cette phase est plus ou moins importante selon ses habitudes et le but recherché :
- préparer un scénario : dans de nombreux cas, le meneur prépare un scénario afin de proposer une histoire cohérente et riche ; il peut soit créer et écrire le scénario, soit étudier (pour le connaître avant de le faire jouer) un scénario publié. Dans d'autres situations, tout ou partie des éléments de l'histoire « émergent » en cours de partie, la préparation du meneur consiste donc à préparer les improvisations, par exemple en choisissant ou en tirant au hasard des éléments narratifs (lieux, événements, personnages).
- préparer les personnages non joueurs : afin de mener une partie convaincante, le meneur doit imaginer les personnages non joueurs (PNJ) ; dans le cas d'un scénario déjà fait, il devra également se familiariser avec les personnages non joueurs afin de les incarner au mieux durant la partie ; de la simple lecture à la rédaction d'une fiche de personnage complète et d'une toile de fond détaillée, le travail à faire est encore une fois très variable ;
- produire des aides de jeu : tirer des plans, faire ou choisir des illustrations, créer des accessoires liés au scénario (par exemple, un courrier reçu par les personnages au cours de la partie), sélectionner une ambiance sonore (musique de fond, bruitages) ; cette étape permet d'améliorer la précision et l'immersion des joueurs dans le jeu, mais n'est cependant pas indispensable ;
- produire des aires de jeu : certains logiciels de table virtuelle nécessitent la création d'une ou plusieurs aires de jeu sous forme de décors ainsi que des pions ; c'est l'équivalent de la création de plans pour une pratique sur table réelle.
- créer les personnages joueurs : le meneur établit avec chaque joueur le choix du personnage qu'il va incarner ;
 selon les règles du jeu et la toile de fond (background, l'univers du jeu, ambiance des parties…), le meneur peut soit proposer des personnages prêts à l'emploi (personnages dits « pré-tirés ») avec ou sans apport de modification selon les souhaits du joueur, soit assister la création du personnage pour chaque joueur puis du groupe de personnages, par exemple : animer la réflexion autour de la création du groupe (ce qui rassemble les personnages, quels liens ils ont lié entre eux avant le début de l'histoire), donner de simples consignes pour laisser les joueurs imaginer leur propre personnage, soit les laisser faire tout à leur guise ; en tant qu'arbitre et garant de la cohérence du jeu, il peut encadrer la création de personnage par les joueurs, afin d'assurer que les profils correspondent au style de jeu ; puis il faut ne pas oublier les outils de préparation typiques sont la réalisation d'un diagramme relationnel (relation map), d'un organigramme des situations (quelle scène peut mener à quelle scène), la création de fiche résumé pour chaque élément important (personnage, lieu, événement) ;

### Conteur
Le meneur de jeu raconte avant tout ce qui est nécessaire à la création d'une histoire commune, ou du moins son introduction, puis le jeu suit faisant évoluer cette situation de départ propice à l'aventure. Par la parole, il évoque l'univers dans lequel les personnages vont évoluer ; cela peut être un univers créé par lui-même, ou bien un produit commercial bien défini, ou encore un produit modulaire où le meneur de jeu a assemblé des modules pour créer la combinaison de son choix, comme avec par exemple les gammes GURPS ou Fantasy Craft .
Il décrit donc à la fois le contexte, l'environnement, le décor dans lequel les personnages évoluent, les événements qui se produisent indépendamment ou pas des personnages joueurs  ainsi que le comportement des personnages non-joueurs. Tout en imposant un cadre, il n'est cependant pas omnipotent ni omniscient, bien qu'il puisse être tenté de le croire, puisque ce sont les personnages-joueurs qui doivent modeler l'histoire pour compléter les efforts du meneur dans le cadre de l'activité ludique qu'ils partagent ; par contre, de par ses descriptions, il est les sens des personnages-joueurs (vue, ouïe, odorat, goût, sensations kinesthétiques…). Les descriptions ont à la fois un rôle ludique, puisque se sont elles qui permettent aux joueurs d'avoir des opportunités de prendre des décisions utiles à la progression du jeu, narratif, puisqu'elles participent au récit, et peuvent permettre l'immersion des joueurs dans le monde fictionnel (voir la notion d'hypotypose). Sa fonction est de permettre aux personnages-joueurs d'évoluer dans un environnement crédible (une fois accepté les éléments fantastiques du monde fictionnel) et de permettre la création d'une histoire selon les attentes des autres joueurs — et celles-ci sont multiples et variées.
Dans le cas d'une improvisation totale, il veille à bien noter toutes les évolutions de la situation, les éléments introduits pour avoir ses points de repère nouvellement ajoutés et à garder une cohérence pour que la situation reste crédible et jouable.
Si conter est un art, il y a quelques éléments « techniques » qui permettent de créer une ambiance de jeu :
- discuter avant la partie avec les joueurs pour expliquer l'orientation de la partie, l'ambiance recherchée, le contrat social intégrant les règles de bonne pratique, de bonne conduite et de discipline ;
- en début de partie, faire un récapitulatif du contexte, voire de la ou des parties précédentes dans le cas d'une campagne (parties s'enchaînant, articulées autour d'une trame dramatique, d'un thème) ; si les personnages ne se sont pas encore rencontrés, faire jouer la rencontre, afin de permettre aux joueurs que leurs personnages soient décris par leurs soins ou celui du meneur de jeu ;
- penser à placer des éléments de contexte, comme la période (la saison, la date), le temps qu'il fait, le lieu ou tout autre élément spatio-temporel utile ;
- donner du relief aux lieux : lors d'une description, commencer par l'ambiance générale (odeur, ambiance, bruit, luminosité), puis mettre en place les emplacements globaux (comme si l'on observait l'endroit les yeux plissés), puis les détails ; ou à l'inverse, si un élément captive l'attention, commencer par le décrire, puis élargir ;
- donner du relief aux personnages non-joueurs : accent, tic, humeur, vocabulaire, allure, nom, attitude, etc.

Il lui faut également gérer le rythme. Le jeu de rôle est un processus dynamique dans lequel chaque joueur improvise, et de même que les autres joueurs improvisent le comportement de leur personnage, le meneur de jeu s'adapte à la situation et improvise également (improvise une règle plutôt que de la rechercher dans le livre, improvise un détail plutôt que lire le scénario). Il doit équilibrer le temps de parole de chaque joueur, en particulier s'ils forment des sous-groupes qui se séparent. Il doit aussi prévoir des pauses. La gestion du rythme permet de garder l'attention des joueurs, d'éviter les digressions.
La gestion du rythme consiste également à placer des scènes « captivantes » par moments ; cela peut être un combat, ou bien une rencontre tendue, une négociation, un événement inattendu… qui oblige les joueurs à prendre des décisions, à jouer un rôle. Cela peut se prévoir dès l'écriture du scénario, mais le MJ peut également improviser une action de ce type (par exemple une tentative de vol à la tire, une dispute) pour re-capter l'attention.
Le meneur de jeu est tiraillé entre deux problèmes :
- l'intérêt de l'histoire, qui implique que les personnages passent par certaines étapes afin progresser dans l'intrigue ou de pouvoir jouer des scènes hautes en couleur, de garder le rythme face aux difficultés de la pratique de ce loisir (joueurs pinaillant durablement et bruyamment sur un point de règles ou autres comportements perturbant le rythme de jeu) ;
- la liberté des joueurs, qui est une des caractéristiques essentielles du jeu de rôle. (liberté plus ou moins importante selon la forme de jeu de rôle pratiquée).

Le meneur de jeu doit pouvoir être dirigiste, par exemple si la partie doit se terminer impérativement avant une heure donnée. En dehors d'une contrainte extérieure forte,  s'il veut simplement promouvoir une situation qu'il estime riche en plaisir de jeu, il peut tenter d'« attirer » les joueurs vers certaines situations soit en jouant sur les ressorts comportementaux du personnage (appâter le personnage), soit sur ceux du joueur ou du joueur (éveiller sa curiosité), ou bien par le biais de personnages non-joueurs qui peuvent donner des informations ou faire des suggestions. La limite à cette méthode est l'impression que les joueurs peuvent avoir d'être sur des rails (railroad). Cela a donné naissance au paradoxe communément appelé « le truc impossible avant le petit-déj' » :

« Si une personne a le contrôle total des personnages principaux de l’histoire, comment quelqu’un d’autre peut-il contrôler l’histoire ? On pourrait croire que l’histoire doit tourner autour des actes des personnages principaux. Si les joueurs possèdent le contrôle complet des actions de leur personnage, alors le meneur de jeu ne peut pas avoir le contrôle de l’histoire ; inversement, si le meneur a le contrôle complet de l’histoire, alors les joueurs n’ont pas vraiment le contrôle des actions de leurs personnages. »

— Joseph Young ,  Le Truc impossible avant le petit-déj’

### Arbitre
Les personnages, que ce soient ceux des joueurs (PJ) ou bien les personnages non-joueurs (PNJ), sont parfois — voire fréquemment — en opposition. Le meneur de jeu est là pour arbitrer et décider de l'issue du différend, du conflit. Mais les actions des personnages (PJ et PNJ) subissent également les « lois de la nature » : si un personnage essaie d'escalader un obstacle, cela peut se traduire par une chute en cas d'échec. L'arbitrage consiste également à décider du résultats de telles actions incertaines.
Un des intérêts du jeu de rôles est la possibilité pour les joueurs d'infléchir l'histoire. À ce titre, un meneur de jeu qui déciderait de tous les effets de manière arbitraire décevrait probablement les autres joueurs dans la majorité des formes de ce loisir. Les jeux prévoient donc des règles pour garantir une certaine neutralité dans la résolution des actions. Ainsi le résultat d'une action d'un joueur ou d'un personnage non-joueur est alors déterminés de manière aléatoire (plus ce que prévois la règle du jeu pour ce qui est de se reporter à la fiche de personnage) et donc neutre. Cela permet d'une part aux joueurs de croire leurs personnages libres, et d'autre part, le caractère aléatoire introduit de l'ambiance, du suspense. 
En tant qu'arbitre, le meneur de jeu doit donc chercher à appliquer les règles de manière équitable. Il peut également, si une situation non-prévue se produit, inventer directement une règle ou en altérer une temporairement pour servir au mieux le récit, le plaisir de jouer car lui seul détermine quels sont les règles en vigueur.
Le meneur doit concilier cette fonction avec celle de conteur. Certains meneurs de jeu n'hésitent donc pas le cas échéant, à " tricher " pour que les résultats des actions soient plus conformes à la trame du scénario. Ainsi, si le résultat d'un dé indique qu'un personnage va mourir bêtement à la 5e minute de la partie, le meneur peut ignorer ce résultat pour l'intérêt de la partie. Gary Gygax déclarait d'ailleurs
« les dés servent à faire du bruit derrière le paravent. » (paravent = écran du meneur de jeu)
Toutefois, ceci devrait se faire de manière discrète pour que les joueurs gardent l'illusion d'être libres, et s'utiliser avec parcimonie afin que les joueurs aient conscience des risques des actions des personnages. 
D'autres meneurs appliquent en revanche les règles au pied de la lettre considérant que la rigueur d'application des règles prime sur la construction narrative de l'histoire en train de se construire. Cette application impartiale permet d'écarter les soupçons de manipulation — le meneur de jeu n'étant pas plus important qu'un autre joueur dans la construction de l'histoire — et que les joueurs gardent en tête le caractère généralement mortel de leurs personnages, ce qui maintient une ambiance et permet de cadrer le style de jeu (éviter les dérives tel le grosbillisme).
En troisième lieu, certains rôlistes mettent l'accent sur la construction commune d'une histoire au point de pouvoir  s'affranchir du dé. Le travail du meneur est alors conditionné par la qualité de l'histoire produite autour de la table. Les joueurs poursuivent le même but et ne comprennent le succès ou l'échec de leur personnage qu'en regard avec son intérêt narratif. 
On classe en général les décisions du meneur de jeu en trois catégories :
- les décisions automatiques : sauf pouvoir spécial ou dispositif technique, il est impossible de traverser un mur, on ne survit pas à une chute de 30 mètres, et les actions simples, comme marcher sur un terrain plat pour une personne en bonne santé et non entravée, ne requièrent pas de règle mais réussissent automatiquement ;
- les décisions dramatiques (dans le sens étymologique dramata, l'action), qui ont pour but de faire progresser l'histoire dans un sens « intéressant », qui peut être le sens prévu dans le scénario (le résultat de l'action a été prédéterminé lors de l'écriture du scénario, ou le résultat permet de « coller » à la trame du scénario), ou bien présenter un intérêt ludique (par exemple pousser un personnage à interpréter son rôle) ;
- le « jugement des règles » : le meneur de jeu se contente d'appliquer les règles en vigueur.

## Qualités
Le bon déroulement d'une partie dépend donc en grande partie du meneur de jeu. Il doit encadrer les joueurs, être intéressant, impartial, organisé et diplomate. En effet s'il ne réussit pas à maintenir l'attention des joueurs, ceux-ci risquent de divaguer et de s'ennuyer.
Le meneur doit donc intéresser les joueurs pour que ceux-ci se sentent impliqués dans la partie et y participent tout en résolvant les imprévus et les difficultés surgissant en cours de séance de jeu sans se laisser dépasser par les événements.
Le maître de jeu doit être organisé pour garantir un jeu cohérent. La partie peut être ralentie à cause d'une méconnaissance des règles ou du scénario de la part du meneur de jeu. Une bonne préparation préalable, une organisation réelle lui est donc nécessaire pour éviter les interruptions intempestives et lassantes durant la partie.
Il doit être attentif et savoir réagir à l'état d'esprit de ses joueurs. Ainsi, si un joueur commence à s'ennuyer, il doit réussir à faire participer son personnage, établir et maintenir un bon rythme de jeu par exemple est une bonne solution, il faut que chaque joueur joue son tour aussi fréquemment que possible surtout pendant les scènes d'action.
Le meneur de jeu va donc développer au fur et à mesure des parties des qualités :
- qualités de conteur, de narrateur, rhétorique, communication interpersonnelle, jeu d'acteur ;
  - s'exprimer clairement ;
  - savoir varier le niveau de vocabulaire, le champ lexical, le timbre de voix, le rythme d'élocution, l'accent ;
- curiosité et culture générale : se renseigner sur le contexte du monde, monde réel — histoire, géographie, manière de vivre des peuples… — ou monde de fiction — livres, films… ;
- imagination : improviser le comportement des personnages non-joueurs, improviser les situations, écrire des scénarios, voire créer un monde imaginaire ;
- gestion d'un groupe : composer avec les diverses personnalités, savoir arbitrer tout en gardant un bon esprit ;
  - être impartial pour ne pas créer de tension entre les joueurs ;
  - être diplomate pour faire accepter ses décisions, qui peuvent être défavorables aux personnages mais qui sont dans l'intérêt de la partie;
  - s'imposer et se faire respecter des joueurs pour que la séance de jeu ne tourne pas au désordre ingérable (sans toutefois faire fuir les joueurs).

Ces qualités peuvent aussi se développer par la lecture, le théâtre, le visionnage de films… Le maître de jeu acquérant alors des connaissances, une grande culture générale, du vocabulaire et des structures de phrases spécifiques, considérant les œuvres avec du recul : manière de mener l'intrigue, effets rhétoriques…
Selon « GM Panda » (Fr), le meneur de jeu doit impérativement avoir les qualités suivantes : la bonne réputation, l'autorité en jeu,  la culture générale étendue, la connaissance de tous les éléments du jeu nécessaire au meneur de jeu et la crédibilité dans ses interprétations:
- la bonne réputation : dans la forme du jeu de rôles en ligne/en audioconférence la bonne réputation liée au pseudonyme du meneur de jeu vaut un passeport pour franchir les difficultés à recruter les joueurs les plus motivés et intéressants, à l'inverse une mauvaise réputation fera fuir les meilleurs joueurs ;
- l'autorité : savoir et démontrer un réel savoir-faire pour s'imposer, faire régner l'ordre et la discipline sans excès ni faille pour que la séance de jeu se déroule dans le calme, la plaisir de jouer au lieu du chaos et les disputes ou autres désagréments interférant avec le jeu, savoir faire respecter qui est autorisé à faire des contributions sans triche (meta-gaming) ;
- la culture générale : pour le meneur de jeu une culture générale étendue permet un sens des réalités plus poussé et évite que la partie  tourne à la dérision des lois physiques, du bon sens ainsi que l'utilisation inappropriée de connaissances ;
- la connaissance de tous les éléments de jeu : connaître les règles du jeu, savoir où et comment rapidement trouver l'information dans les livres de ressources du jeu si besoin, savoir se montrer réactif pour répondre aux joueurs, s'être bien préparé, être capable d'improviser sur le tas si besoin en restant cohérent ;
- crédibilité : l'interprétation d'un PNJ dois être crédible, juste et exemplaire, par ce biais le meneur de jeu dois inspirer ses joueurs pour leur donner envie de s'améliorer petit à petit et à eux aussi rechercher une interprétation juste du personnage, psychologiquement, verbalement, que si le personnage est un ingénieur nucléaire que son interprétation le rende crédible quitte à contourner les difficultés rencontrées de manière astucieuses ;

Selon lui, dans les jeux de rôle « en audioconférence avec logiciel de table virtuelle », le meneur de jeu a pour tâches :
- de bien préparer en amont sa séance de jeu (scénario, aides de jeu, décors… PNJ, il crée, donne une identité et alloue l'adversité qui que quoi comment et pourquoi) ;
- établit le cadre de jeu (l'univers réel ou fictionnel, sa saveur, ses nuances, la situation de départ) ;
- la localisation spatio-temporelle (où et quand précisément) ;
- définit les règles en vigueur du jeu et les fait connaître par avance;
- donne le rythme au jeu (impose un système en jeu pour que chaque joueur indique quand il a fini son tour de jeu) ;
- donne le droit à la parole (parfois plus de un joueur dois faire parler son personnage dans un même tour on dois donc donner la parole à plus de un joueur).

## Meneur de jeu en théorie du jeu de rôle
Pour Ron Edwards, le meneur de jeu a en particulier les rôles et tâches suivants :
- appliquer et interpréter les règles, en tant « qu'arbitre » ;
- gérer du temps intra-diégétique (temps dans l'univers fictionnel, in-game) ;
- changer de scène ;
- donner de la saveur, de la couleur ;
- garantir un temps d'exposition pour chaque protagoniste ;
- réguler le pas (rythme de jeu dans le monde réel)
- avoir autorité sur quel personnage peut solliciter quelle information ;
- avoir autorité sur la plausibilité fictionnelle ;
- définir qui est responsable de tel ou tel contenu de « l'exploration » ;
- gérer les interactions sociales, qui doit parler et quand.

Pour Robin D. Laws (en), le meneur de jeu n'est pas un conteur : il n'a pas les joueurs pour audience. Il n'est pas non plus un metteur en scène : il ne dirige pas les acteurs, n'impose pas une manière de jouer un script. Le MJ est un « premier parmi ses pairs », dont la responsabilité est d'assurer une progression sans à-coup de la narration.
Plutôt que « meneur de jeu », Christopher Kubasik (en) utilise le terme « cinquième emploi », indiquant que le joueur a un rôle au sein de la narration, mais n'incarne pas la narration elle-même.
Selon Jason Morningstar (en), le meneur de jeu a deux qualités : l'autorité et la crédibilité :
- autorité : qui est autorisé à faire des contributions[7] ;
- crédibilité : qui va accepter ou rejeter ces contributions.

Ces deux qualités sont déterminées par le « système », c'est-à-dire « les moyens qui font que le groupe adhère aux événements imaginaires durant le jeu » (les règles du jeu, les conventions implicites autour de la table, l'humeur des joueurs…).
Selon lui, dans les jeux de rôle « traditionnels », le meneur de jeu a pour tâches :
- il crée, donne une identité et alloue l'adversité ;
- établit le cadre de jeu (l'univers fictionnel), sa saveur, ses nuances ;
- définit le but et les limites du jeu ;
- donne le rythme au jeu, définit les structures narratives ;
- distribue la parole (qui peut se prononcer sur quoi et à quel moment).

Selon Frédéric Sintes, le rôle du meneur de jeu dérive de l'existence d'un scénario. En effet, à partir du moment où un certain nombre d'événements sont préétablis et que ces événements doivent être inconnus des joueurs, il faut nécessairement qu'un des participants soit chargé de distiller les informations et révéler les événements au cours du jeu. Toujours selon lui, le meneur de jeu incarne une grande partie de la « résistance asymétrique », c'est-à-dire le fait qu'un joueur n'a pas la liberté totale d'influer sur l'histoire mais doit se confronter à une résistance qu'il accepte volontairement (mais cette résistance asymétrique peut être le fait d'autres joueurs). En particulier, le meneur de jeu « possède des informations que les autres n’ont pas et dont le but est de les amener à s’y intéresser, à créer une soif de découverte ou de compréhension. Il distillera les informations en fonction des choix des autres participants. Le but est d’utiliser ces moyens pour intriguer le joueur et le faire aller de l’avant. »

## Jeu « sans meneur »
Certains jeux de rôle sont dits « sans meneur de jeu » (GM-less), bien qu'une appellation plus correcte serait « à plusieurs meneurs » (GM-full), ou « à responsabilité distribuée » (ou encore « partagée »). Dans ces jeux, les attributions du meneur de jeu sont assurées par tous les joueurs, soit en permanence de manière partagée, soit à tour de rôle.

## Dénominations
Beaucoup de jeux emploient un terme différent pour appeler le meneur de jeu ainsi que dans d'autres circonstances.
Par exemple  pour les jeux :
- « Maître de donjon » (MD) ou « dungeon master » (DM) dans Donjons et Dragons ;
- « Éminence grise » (EG) dans Agone ;
- « Gardien des arcanes » dans le jeu L'Appel de Cthulhu ;
- « Conteur » dans les jeux de l'éditeur White Wolf ;
- « Gardien des rêves » dans le jeu Rêve de Dragon ;
- « Ordinateur » dans le jeu Paranoïa  ;
- « Traumato » dans Trauma ;
- « Réalisateur » dans Toon ;
- « SdO — secrétaire de l'OTAN » dans Manga BoyZ ;
- « Faucheur » dans Talislanta (dans ce monde, le Faucheur est une figure de tarot qui incarne le destin, et non la mort) ;
- « Passeur » dans Achéron ;
- « Administrateur » dans Exil (Administration étant un organisme tentaculaire qui gère tout ce qui concerne la cité d'Exil) ;
- « Contrôleur » dans une des versions commerciale de " Judge dredd " JDR (le maître de jeu interprétant souvent le " contrôle " qui est le central d'appel du ministère de la justice de mega-cité une)
- « Docteur » dans Patient 13.
- « Comtesse » dans Macadabre.
- « Metteur en scène » dans BIMBO

Autres cas :
- « GM » (Game Master) dans le logiciel de table virtuelle d'origine anglophone " ROLL20 " ainsi que dans certaines communautés anglophones de pratiquants de ce loisir.
- « MJ » (Maître du Jeu) dans certaines communautés francophones de pratiquants de ce loisir.